# Wojciech Koerber
Wojciech Koerber (ur. 14 maja 1978 we Wrocławiu) – polski dziennikarz sportowy, korespondent, pisarz, publicysta i felietonista, współtwórca i redaktor naczelny portalu PoBandzie.

## Życiorys

### Kariera
Absolwent Uniwersytetu Wrocławskiego (kierunek filologia polska, specjalność dziennikarstwo). Karierę dziennikarską rozpoczął w 1997 roku w nieistniejącym już dzienniku „Wieczór Wrocławia”. 1 grudnia 1998 rozpoczął pracę w „Gazecie Wrocławskiej”, w 2002 roku został szefem działu sportowego. Funkcję tę pełnił do sierpnia 2016 roku. Od listopada 2016 jest felietonistą „Tygodnika Żużlowego” oraz „Przeglądu Sportowego”. Publikuje również w „Magazynie Olimpijskim”. Jako ekspert telewizyjny występuje w Magazynie Żużlowym PGE Ekstraligi na antenie nSport/Canal+.
W lipcu 2012 ukazała się jego debiutancka książka „Olimpijczycy sprzed lat”, wydana we współpracy z Regionalną Radą Olimpijską we Wrocławiu (prezes Mieczysław Łopatka). Kolejna książka „Dolnośląscy Olimpijczycy”, opublikowana w październiku 2014, jest kontynuacją poprzedniej.
W kwietniu 2016 nakładem krakowskiego wydawnictwa Sine qua non trafiła do sprzedaży napisana przez niego biografia trenera żużlowej reprezentacji Polski „Marek Cieślak. Pół wieku na czarno”. Pozycja ta zajęła pierwsze miejsce w Plebiscycie na Sportową Książkę Roku 2016 w kategorii „książki kolarskie i motoryzacyjne" oraz drugie miejsce w klasyfikacji ogólnej Plebiscytu. Została ponadto wyróżniona Nagrodą Specjalną w XXVII Plebiscycie „Tygodnika Żużlowego” za najlepszą książkę o sporcie żużlowym.
Jest również autorem książki „The World Games Wrocław 2017. Przedsionek olimpizmu”.
Był korespondentem Polska Press Grupy z takich imprez jak Mistrzostwa Świata w Piłce Nożnej 2010, Letnich Igrzysk Olimpijskich 2012, Turniej Czterech Skoczni czy Giro d'Italia.
Od czerwca 2016 do grudnia 2017 pełnił funkcję koordynatora do spraw kontaktów z mediami we Wrocławskim Komitecie Organizacyjnym 10. Światowych Igrzysk Sportowych, odpowiedzialnym za przygotowanie i przeprowadzenie The World Games Wrocław 2017.
Od sierpnia 2016 roku jest członkiem zarządu Klubu Sportowego AZS AWF Wrocław.

### Życie prywatne
Żonaty, syn Kajetan (2017) i Jerzy (2020).

## Odznaczenia, wyróżnienia, nagrody
- Laureat nagrody im. Damiana Gapińskiego - Dziennikarz 2019 Roku w XXX Plebiscycie Tygodnika Żużlowego
- Medal 100-lecia Polskiego Związku Towarzystw Wioślarskich za zasługi dla Wioślarstwa Polskiego
- Pierwsze miejsce w Plebiscycie na Sportową Książkę Roku 2016 w kategorii „książki kolarskie i motoryzacyjne" („Marek Cieślak. Pół wieku na czarno” (2016, wydawnictwo SQN)[3]
- Drugie miejsce w klasyfikacji ogólnej Plebiscytu na Sportową Książkę Roku 2016 („Marek Cieślak. Pół wieku na czarno")[4]
- Nagroda specjalna w XXVII Plebiscycie „Tygodnika Żużlowego” za najlepszą książkę o sporcie żużlowym („Marek Cieślak. Pół wieku na czarno”)
- Wyróżnienie Zarządu Okręgowego Polskiego Związku Motorowego "Za wieloletnią działalność w sporcie żużlowym"
- Medal „Bene Meritus” za działalność na rzecz Polskiego Związku Towarzystw Wioślarskich.
- Główna nagroda w Konkursie Polskiego Komitetu Olimpijskiego Klubu Dziennikarzy Sportowych „Złote Pióro 2009–2010”.
- Brązowy medal Polskiego Komitetu Olimpijskiego za zasługi dla Polskiego Ruchu Olimpijskiego.
- Dziennikarz Sportowy Roku na Dolnym Śląsku, laureat nagrody im. red. Macieja Bilewicza za 2007 rok.
- Wyróżnienie Regionalnej Rady Olimpijskiej we Wrocławiu za wieloletnie promowanie ruchu olimpijskiego na Dolnym Śląsku.